# Tomentella pyrolae
Tomentella pyrolae är en svampart som först beskrevs av Ellis & Halst., och fick sitt nu gällande namn av M.J. Larsen 1968. Tomentella pyrolae ingår i släktet Tomentella och familjen Thelephoraceae.   Inga underarter finns listade i Catalogue of Life.